# Княжий Міст (зупинний пункт)
Кня́жий Міст — пасажирський залізничний зупинний пункт Львівської дирекції Львівської залізниці на електрифікованій двоколійній лінії Львів — Мостиська II між станціями Городок-Львівський (17 км) та Судова Вишня (2 км). Розташований в однойменному селі Яворівського району Львівської області.

## Історія
Зупинний пункт відкритий у 1974 році під первинною назвою — Ксенжиміст. Майбутній зупинний пункт, у 1972 році, електрифікований постійним струмом (=3 кВ) в складі дільниці Львів — Мостиська до державного кордону з Польщею. 

## Пасажирське сполучення
На платформі Княжий Міст зупиняються приміські електропоїзди сполученням Львів — Мостиська.